# Valenbisi
Valenbisi es el servicio de alquiler de bicicletas públicas de la ciudad de Valencia implantado desde el 21 de junio de 2010, promovido por el Ayuntamiento y gestionado por la empresa JCDecaux.

## Servicio y tarifas
El servicio Valenbisi se ofrece las 24 horas los 365 días de año, siempre que no exista ningún acto que impida el correcto funcionamiento del servicio o se den circunstancias sobrevenidas como las que se vivieron por el Covid-19.
Existen varios tipos de abono:
Abono de larga duración, anual. El usuario paga una cuota anual de 29,21 euros y tiene derecho a usar el servicio de forma ilimitada, gratis durante media hora y 0.52€ la hora.
Abono de larga duración, menores. Entre 14 y 17 años. El usuario paga 29,21€, y tiene derecho a usar el servicio de forma ilimitada, gratis durante media hora y 0.52€ la hora.
Abono Combinado Mibisi - Valenbisi. El usuario paga una cuota anual de 26,00 euros. 30 min gratis, y 0.52€ la hora. 
Abono Más Cerca, desempleados. Si tienes más 35 años y te encuentras en situación legal de desempleo (durante más de 7 meses) el precio del abono anual es de 20,00 euros. 30 min gratis, la hora 0.52€.
Abono +55. El usuario paga una cuota anual de 24,00 euros. Este abono es para los mayores de 55 años residentes.
Abono empresas. Coste de 26€. 
Abono de corta duración, semanal. El usuario paga una cuota de 13,30 euros y tiene derecho a usar el servicio de forma ilimitada durante 7 días naturales. Este abono está pensado para turistas.
Abono de corta duración, 1 día. El usuario paga 3,99€ y tiene derecho a usar el servicio durante 24h con la primera media hora gratuita. Después tarifica a precio normal 1.04€ / 1hora.
Además del precio del abono hay que sumar los siguientes cargos por uso:
La pérdida o robo de una bicicleta supone una multa de 150 euros.
Además, en los abonos de corta duración, es necesario abonar de una fianza de 150 euros para usar el servicio, que es devuelta al finalizar el periodo de uso del abono.

## Estaciones y bicicletas

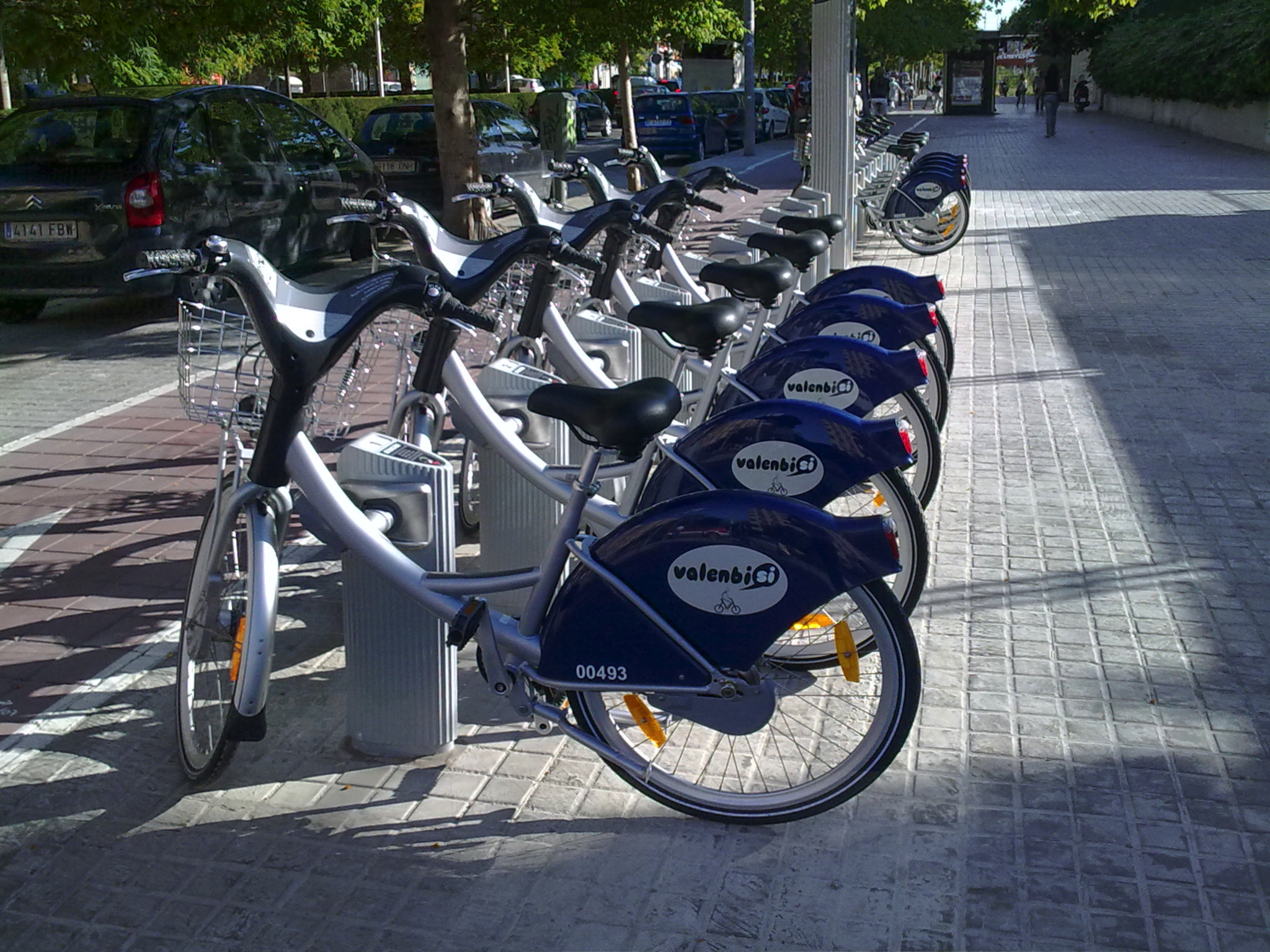
Estación de Valenbisi.

En una primera fase se abrieron al público 50 estaciones con 500 bicicletas.
A lo largo del año 2010 se pusieron en marcha 150 estaciones y 1500 bicicletas y en 2011 se espera alcanzar las 275 estaciones y un total de 2750 bicicletas. En el siguiente mapa se puede consultar la ubicación de las estaciones en funcionamiento.
Las bicicletas, muy parecidas a las del servicio de SEVICI, poseen las siguientes características:
- Durabilidad: capaz de resistir el uso público intensivo propios de un servicio disponible las 24 horas al día los 365 días del año.
- Robustez: concebida para recorrer más de 20.000 kilómetros al año.
- Comodidad: una ergonomía estudiada para ser utilizada tanto por jóvenes como por adultos.
- Seguridad: estable, fiable, con un manillar protegido, iluminación permanente y sin ningún cable a la vista.

## Funcionamiento del servicio
Valenbisi funciona de forma muy similar a cualquier otro sistema de alquiler de bicicletas ya implantado en Europa. El usuario se registra a través de la página web en el servicio y recibe, en el plazo de 15-20 días, su tarjeta de usuario. Con esta tarjeta, se dirige cualquier estación con bicis disponibles; pasa la tarjeta por el lector, introduce su pin, y retira una bicicleta que podrá usar libremente.
Para devolver una bicicleta, es suficiente con dejar directamente la bicicleta en una borneta libre. La estación emitirá un pitido de confirmación (Un pitido continuo indica que la bicicleta ha sido mal colocada). En caso de llegar a una estación y que no hubiesen huecos disponibles, se podrá pasar la tarjeta por el lector para obtener 15 minutos adicionales gratuitos para dirigirse a la estación más próxima con bornetas disponibles y depositar ahí la bicicleta.
Como peculiaridad del servicio en la ciudad de Valencia, el usuario puede asociar su cuenta a una tarjeta sin contacto, modelo Móbilis, empleada en el transporte público de la ciudad. Evitando así la necesidad de tener una tarjeta sin contacto adicional. Además, a diferencia de otras ciudades, en Valenbisi no es necesario esperar para volver a usar el sistema, se puede sacar la misma bicicleta (u otra) tan pronto se haya devuelto.
Para ser usuario es necesario tener más de 16 años y tener una tarjeta de crédito o de débito.

## Otras ciudades
Tanto en España como en Europa, son diversas las ciudades que ya ofrecen este tipo de servicios. Entre ellos se encuentran:
- Prestados por JCDecaux:
  - Citybike Wien - Viena (Austria)
  - dublinbikes - Dublín (Irlanda)
  - SEVICI - Sevilla
  - Tusbic - Santander
  - Vélo'v - Lyon (Francia)

- Prestados por Clear Channel:
  - Bicing - Barcelona
  - BiZi - Zaragoza